# APS Panthrakikos
El Athlītikos Podosfairikos Syllogos Panthrakikos (Αθλητικός Ποδοσφαιρικός Σύλλογος Πανθρακικός) és un equip de futbol de Komotini (Grècia) fundat el 1963. Va competir a la Lliga grega de futbol la temporada 2011-12.

## Història
Athlitiki Enosis Komotini (Unió Atlètica de Komotini) fundat el 1936, i Orpheus Komotini fundat el 1948, es fusionaren per crear el Panthrakikos el 1963. El 1996 es fusionà amb Orpheus Xylagani esdevenint Panthrakikos Xylagani. El 1998 tornà a competir com Panthrakikos F.C..

## Palmarès
- Segona Divisió grega:
  - 2011-12
- Tercera Divisió grega:
  - 1978-79

## Evolució de l'uniforme
| 2007-08 | 2009-10 | 2010-11 | 2011-12 | 2012-13 | 2013-14 | 2014-15 |